# Jeff Overton
Jeffrey Laurence "Jeff" Overton (født 28. maj 1983 i Evansville, Indiana, USA) er en amerikansk golfspiller, der spiller på PGA Touren. Han har (pr. oktober 2010) endnu ikke vundet en turneringssejr på touren, og hans bedste resultat i en Major-turnering er en 11. plads, som han opnåede ved British Open i 2010.
Overton er en gang, i 2010, blevet udtaget til det amerikanske hold ved Ryder Cuppen.